# Paweł Nastula
Paweł Marian Nastula (Varsovia, 26 de junio de 1970) es un deportista polaco que compitió en judo y en artes marciales mixtas; campeón olímpico en Atlanta 1996, dos veces campeón mundial y tres veces campeón europeo.

## Trayectoria
Participó en tres Juegos Olímpicos de Verano, entre los años 1992 y 2000, obteniendo una medalla de oro en Atlanta 1996, en la categoría de –95 kg, y el quinto lugar en Barcelona 1992, en la misma categoría.
Ganó tres medallas en el Campeonato Mundial de Judo entre los años 1991 y 1997, y cuatro medallas en el Campeonato Europeo de Judo entre los años 1994 y 1999.
Por su trayectoria como judoka, en 1996 fue galardonado con la Cruz de caballero de la Orden Polonia Restituta.
En 2005 empezó a competir en artes marciales mixtas (MMA). Su primera pelea profesional fue en junio de ese año contra el brasileño Antônio Rodrigo Nogueira, con quien perdió por KO técnico. En su carrera profesional tuvo en total once combates, con un registro de cinco victorias y seis derrotas. En diciembre de 2006 fue sancionado por dopaje con una suspensión de nueve meses.

## Palmarés internacional

### Judo
| Juegos Olímpicos   | Juegos Olímpicos         | Juegos Olímpicos | Juegos Olímpicos |
| Año                | Lugar                    | Medalla          | Categoría        |
| ------------------ | ------------------------ | ---------------- | ---------------- |
| 1996               | Atlanta (Estados Unidos) | Medalla de oro   | –95 kg           |
| Campeonato Mundial |                          |                  |                  |
| Año                | Lugar                    | Medalla          | Categoría        |
| 1991               | Barcelona (España)       | Medalla de plata | –95 kg           |
| 1995               | Chiba (Japón)            | Medalla de oro   | –95 kg           |
| 1997               | París (Francia)          | Medalla de oro   | –95 kg           |
| Campeonato Europeo |                          |                  |                  |
| Año                | Lugar                    | Medalla          | Categoría        |
| 1994               | Gdańsk (Polonia)         | Medalla de oro   | –95 kg           |
| 1995               | Birmingham (Reino Unido) | Medalla de oro   | –95 kg           |
| 1996               | La Haya (Países Bajos)   | Medalla de oro   | –95 kg           |
| 1999               | Bratislava (Eslovaquia)  | Medalla de plata | –100 kg          |

## Trayectoria en artes marciales mixtas
| Resultado                        | Récord | Oponente                 | Método                       | Evento                            | Fecha                    | Ronda | Tiempo | Localización      | Notas                                     |
| -------------------------------- | ------ | ------------------------ | ---------------------------- | --------------------------------- | ------------------------ | ----- | ------ | ----------------- | ----------------------------------------- |
| Derrota                          | 5–6    | Mariusz Pudzianowski     | Decisión (unánime)           | KSW 29                            | 6 de diciembre de 2014   | 3     | 3:00   | Cracovia          |                                           |
| Derrota                          | 5–5    | Karol Bedorf             | TKO (agotamiento)            | KSW 24                            | 28 de septiembre de 2013 | 2     | 2:25   | Lodz              | Por el Campeonato de Peso Pesado de KSW.  |
| Victoria                         | 5–4    | Kevin Asplund            | Sumisión (keylock)           | KSW 22                            | 16 de marzo de 2013      | 1     | 2:33   | Warszawa          |                                           |
| Victoria                         | 4–4    | Jimmy Ambriz             | Sumisión (lesión en la mano) | STC: Bydgoszcz vs. Torun          | 1 de octubre de 2011     | 1     | 1:50   | Bydgoszcz         | Ganó el Campeonato de Peso Pesado de STC. |
| Victoria                         | 3–4    | Andrzej Wroński          | TKO (golpes)                 | Wieczór Mistrzów                  | 20 de agosto de 2011     | 1     | 1:09   | Koszalin          |                                           |
| Victoria                         | 2–4    | Yusuke Masuda            | TKO (golpes)                 | FAŁ: Fighters Arena Łódź          | 3 de septiembre de 2010  | 1     | 0:26   | Łódź              |                                           |
| Derrota                          | 1–4    | Yang Dongi               | TKO (agotamiento)            | Sengoku 4                         | 24 de agosto de 2008     | 2     | 2:15   | Saitama           |                                           |
| Derrota                          | 1–3    | Josh Barnett             | Sumisión (toe hold)          | PRIDE 32                          | 21 de octubre de 2006    | 2     | 3:04   | Las Vegas, Nevada | Nastula dio positivo por esteroides.      |
| Victoria                         | 1–2    | Edson Claas Vieira       | Sumisión (armbar)            | PRIDE Critical Countdown Absolute | 1 de julio de 2006       | 1     | 4:33   | Saitama           |                                           |
| Derrota                          | 0–2    | Alexander Emelianenko    | Sumisión (rear-naked choke)  | PRIDE Shockwave 2005              | 31 de diciembre de 2005  | 1     | 8:45   | Saitama           |                                           |
| Derrota                          | 0–1    | Antônio Rodrigo Nogueira | TKO (golpes)                 | PRIDE Critical Countdown 2005     | 26 de junio de 2005      | 1     | 8:38   | Saitama           |                                           |
| Fuente: sherdog.com (en inglés). |        |                          |                              |                                   |                          |       |        |                   |                                           |